# パヴリク・モロゾフ

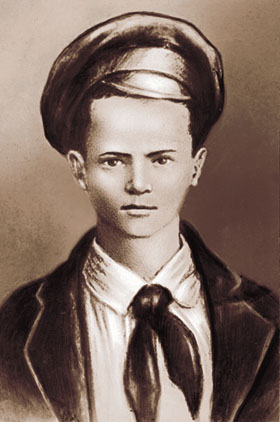
パヴリク・モロゾフ

パヴリク・モロゾフ（ロシア語：Павел Трофимович (Павлик) Морозов、Pavel Morozov 、本名：パーヴェル・トロフィーモヴィチ・モロゾフ、1918年11月14日 - 1932年9月3日）は、ソ連のプロパガンダで英雄とされた少年。ソ連で農業集団化が進められていた1931年秋に父親を悪質な富農として当時14歳で告発し、翌年殺害されて以降は肉親の情より社会正義を選んだ模範少年とされた。 

## 生涯
西シベリア地方のウラル山脈の東、森の中にあるチュメニ県トボリスク郡ゲラシモフカ村で生まれ育つ。村は貧しかったが、結束が強く独立心旺盛で集団化に応じていなかった。父親のトロフィームは、元赤軍兵士で村のソヴィエト（評議会）議長の職にあり、隣村から農婦のタチアナを嫁に迎えたが、十年目で若い愛人をつくり家庭を捨て同棲しはじめる。村人は本妻に同情せず愛人に好意的だった。タチアナは精神を病み、長男のパヴリクが面倒を見ていた。そのためか学校ではアジテーターとなり、1931年秋に父親が流刑者に逃走用の偽造証明書を売っていたことを当局に密告した。村の学校で裁判は行なわれ、パヴリクは法廷で証言した。トロフィームは流刑を宣告され、白海・バルト海運河の労働収容所に送られ、3年間の労働の後、積極的な労働に対する勲章（орден за ударный труд）を授与され帰宅し、その後チュメニに移住した。
裁判後、自信を深めたパヴリクは9歳の弟フョードルを手下にして他の村人の密告を始めた。父親の親族は止めさせようとした。1932年9月2日、パヴリクとフョードルは森へベリーを採集するために派遣され、6日、彼らの刺殺体が発見された。現在では、兄弟と対立していた村の少年たち或いは秘密警察などによる犯行という説もあるが、当時は最初から当局やマスコミは密告を恨んだ親族による報復殺人と解釈し、従姉、祖父、叔父たちが逮捕されそのうち従姉と叔父が処刑された。母親のタチアナと2人の弟はレーニンの未亡人ナデジダ・クルプスカヤの計らいでクリミアに保養地を与えられ、タチアナはそこで1983年に生涯を閉じた。

## 死後

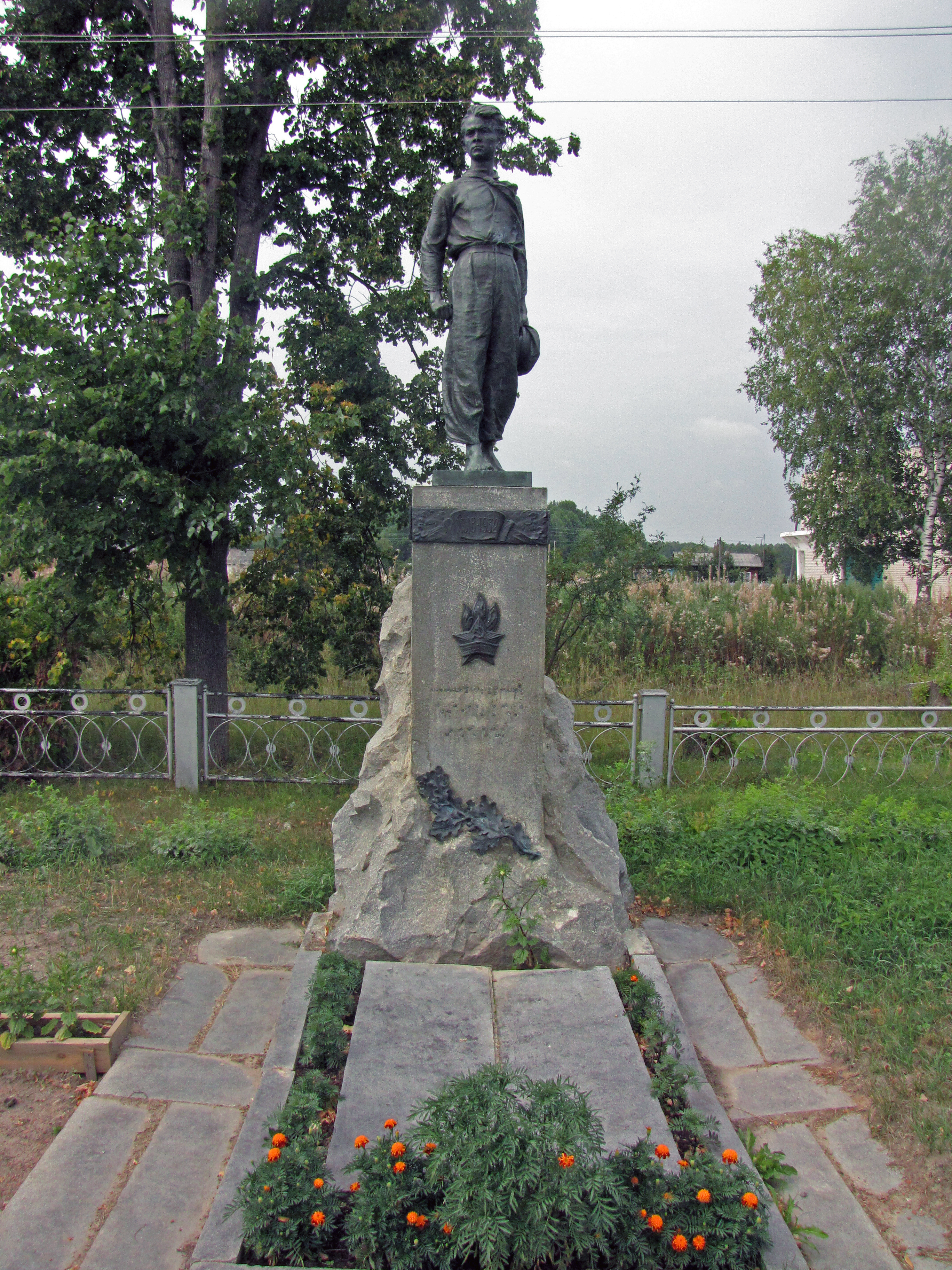
ゲラシモフカ村に建つパヴリクの記念碑
パヴリクと弟フョードルもここに葬られている

1933年から模範的な少年と美化されて英雄に祭り上げられ、彼を礼賛する小説、映画、詩、戯曲、歌、伝記、オペラなどが作られた。教科書に取り上げられ各地で銅像が作られ同世代の子供達に影響を与えた。しかし父親が逮捕された証明書の偽造についてはパヴリクの密告が決め手ではなく、当局が村内を捜索した際に物的証拠が出てきてトロフィームから購入したと自供したことが決定的だったと言われている。
セルゲイ・エイゼンシュテインの未公開に終わった映画「ベージン草原」はこの事件を題材にしている。階級闘争がテーマだったが、父子対立が強調されていたために批判され再度、撮りなおしたが試写会でも否定され製作中止となった。フィルムはお蔵入りとなり戦争で大部分が消失した。